# Il mio mondo (album Umberto Bindi 2005)
Il mio mondo è un CD antologico, contiene sette brani inediti oltre ad alcuni grandi successi di Umberto Bindi, ed è stato pubblicato nel 2005, a tre anni dalla morte dell'artista.

## Tracce
1. Da una vita stiamo insieme
2. Il nostro concerto
3. Se ci sei /  È vero (medley)
4. Il mio mondo
5. La musica è finita
6. Arrivederci
I racconti (brani strumentali)
7. Il sogno
8. Quando finisce un amore
9. La passione
10. L'indifferenza
11. La riflessione
12. Il gioco delle coppie

Ezio De Gradi con gli Enigmisti ha interpretato la canzone Il mio mondo nel 1965 (Nuova Enigmistica Tascabile, N. 545).
Franco Simone ha interpretato la canzone Il nostro concerto nell'album VocEpiano (1990) ed Il mio mondo nell'album DVD Dizionario (rosso) dei sentimenti (2003).